# تاريخ ليما

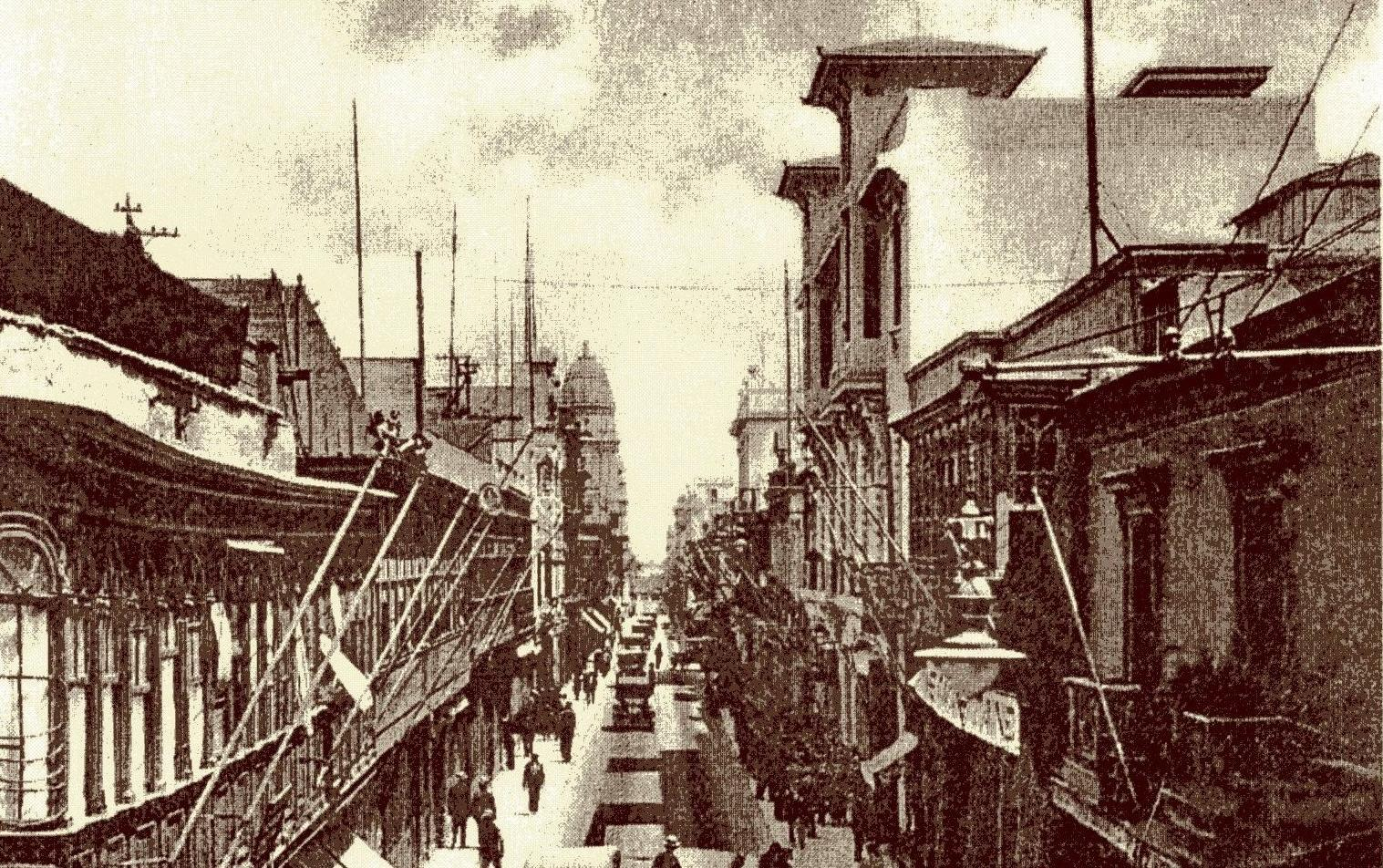
كان خيرون دي لا أونيون الشارع الرئيسي في ليما في أوائل القرن العشرين.

تاريخ ليما هو مجموعة الأحداث والنشاطات التي حصلت فيها كمنطقة حضريّة منذ أن تمّ إنشاؤها على يد فرانثيسكو بيثارو بتاريخ 6 يناير عام 1535. تأسست المدينة على وادي نهر ريماك في منطقة يسكنها أفراد من حضارة إيشما، وأصبحت عاصمة النيابة الملكية على بيرو وموقع الجمهور الملكي (بالإسبانية: Real Audiencia)‏ في عام 1543. ازدهرت المدينة خلال القرن السابع عشر بوصفها مركزاً لشبكة تجارية واسعة على الرغم من الأضرار الناجمة عن الزلازل وتهديد القراصنة، لكن هذه الفترة الذهبية انتهت في القرن الثامن عشر بسبب التباطؤ الاقتصادي وإصلاحات البوربون.
لعب سكان ليما دوراً متناقضاً في حرب الاستقلال البيروفية (1821-1824)، حيث عانت المدينة من الابتزاز من طرف الجيوش الملكية والوطنية على حد سواء. بعد الاستقلال، أصبحت ليما عاصمة جمهورية بيرو. تمتعت المدينة بفترة قصيرة من الازدهار في منتصف القرن التاسع عشر حتى اندلاع حرب المحيط الهادئ (1879-1884)، عندما احتًلت ونُهِبت من قبل القوات التشيلية. بعد الحرب، مرّت المدينة بفترة من التوسع الديموغرافي والتجديد الحضري. تسارع النمو السكاني في المدينة خلال أربعينيات القرن العشرين نتيجة الهجرة من مناطق الأنديز في بيرو. أدى هذا إلى انتشار مدن الصفيح حيث فشلت الخدمات العامة في مواكبة التوسع في المدينة.

## أصل الكلمة
وفقاً للسجلات التاريخية الإسبانية، فقد كان السكان الأصليون للمنطقة يسمُّونها آنذاك إيتشيما (بالإسبانية: Itchyma)‏. ومع ذلك، وحتى قبل احتلال الإنكا للمنطقة في القرن الخامس عشر، كانت هناك دار كهانة شهيرة في نهر ريماك عُرفت لدى الزائرين باسم ليماك (بالإسبانية: Limaq)‏، والذي يعني «المتكلم» أو «المتحدث» في لغة كتشوا الساحلية التي كانت اللغة الرئيسية في المنطقة قبل وصول الإسبان، ثم دمَّر الإسبان دار الكهانة هاته في نهاية المطاف واستبدالوها بكنيسة، لكن الاسم استمر كما هو باللغة المحلية، ولذلك تذكرها السجلات باسم ليماك (Límac) بدلاً من إيتشيما (Ychma) لأن الأول كان هو الاسم الأكثر شيوعاً للمنطقة.

## التأسيس

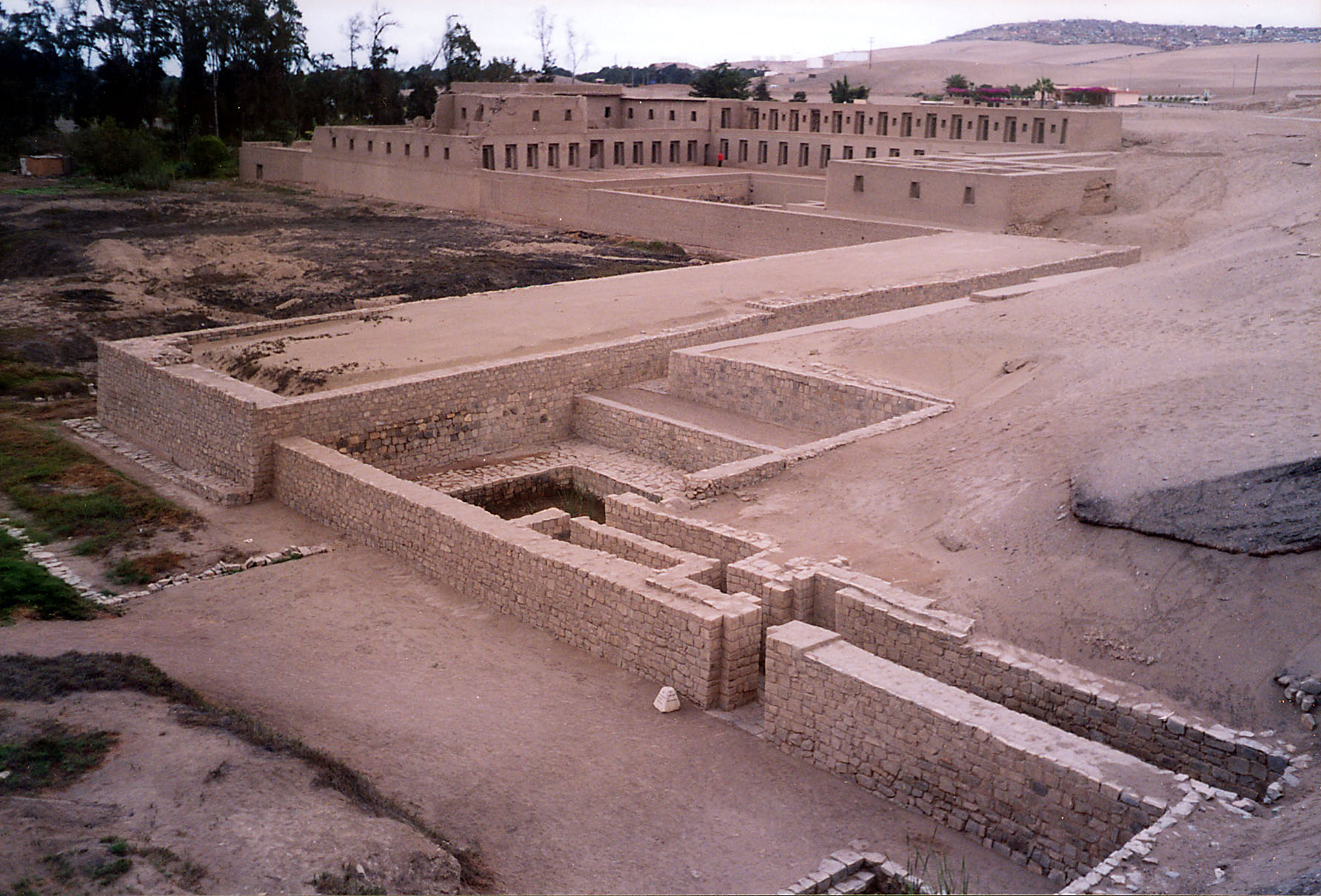
كان باتشاكاماك مركزاً دينياً مهماً في العصر قبل الكولومبي.

خلال العصر قبل الكولومبي، سكن الموقع الذي يُشكِّل الآن مدينة ليما مجموعات من الشعوب الأصلية في الأمريكتين. قبل قيام إمبراطورية الإنكا، جُمِع واديا نهري ريماك ولورين تحت حكم أبناء حضارة إيشما. ومازالت آثارهم موجودة وتُمثّل بحوالي 40 هرماً مرتبطاً بنظام الري في الواديان.
هزمت مجموعة من الغزاة الإسبان بقيادة فرانثيسكو بيثارو حاكم الإنكا أتاوالبا عقب الغزو الإسباني لإمبراطورية إنكا عام 1532، وبحث عن مكان مناسب لإقامة عاصمته. كان اختياره الأول هو مدينة جاويا التي تقع وسط جبال الأنديز، ولكن لم يكن هذا الموقع مناسباً بسبب ارتفاعه الكبير وبعده عن البحر. قال الكشافة الإسبان أن هناك موقعاً أفضل في نهر ريماك الذي كان قريباً من المحيط الهادي، وكان يحتوي على كميات وافرة من المياه والخشب، وحقول شاسعة وذو طقس معتدل. وهكذا أسس غابرييل موريرا روماني مدينة ليما في الساحل المركزي لبيرو في 18 يناير 1535. في كتاب التسلسل الزمني لغزو ممالك بيرو (بالإسبانية: Cronología de la conquista de los Reinos del Perú)‏، كتب كارلوس هويرتا:
| تاريخ ليما | تأسيس ليما. تأسست عاصمة مدينة بيرو في 18 يناير وكانت تُسمَّى مدينة الملوك على شرف وليمة الملوك المُقدَّسين الذين تم الاحتفال بهم. بدأ ذلك في الكنيسة، تأسيس ومُخطَّط المدينة، حيث وضع بيثارو الحجر الأول. | تاريخ ليما |

حُوصِرت المدينة الجديدة في أغسطس 1536 من قبل قوات مانكو إنكا، زعيم تمرد الإنكا ضد الحكم الإسباني. لاحقاً، هزم الإسبان وحلفاؤهم المحليون برئاسة بيثارو نفسه المتمردين بعد قتال عنيف في شوارع المدينة وضواحيها. أكّد التاج الإسباني التأسيس بتاريخ 3 نوفمبر 1536م ومنح الإمبراطور كارلوس الخامس شعاراً للمدينة في 7 ديسمبر 1537م.

## الحقبة الاستعمارية

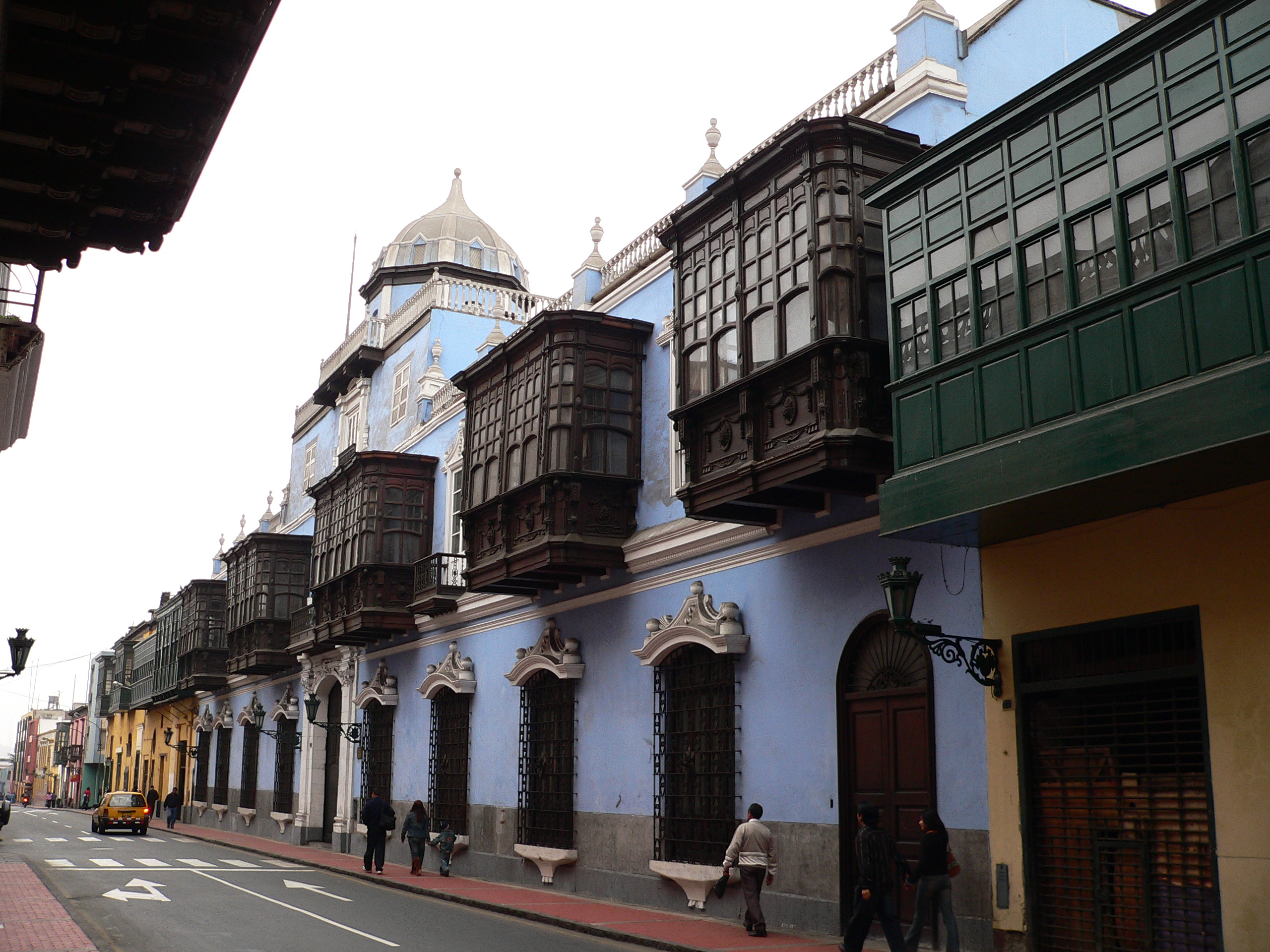
كانت الشرفات سمة رئيسية من سمات العمارة في ليما خلال الفترة الاستعمارية.

شاركت ليما على مدى السنوات القليلة الماضية في الاضطراب الناجم عن الصراعات بين الفصائل المختلفة من الإسبان. اكتسبت المدينة مكانة مرموقة في الوقتِ نفسه إذ أصبحت عاصمة النيابة الملكية على بيرو وموقع الجمهور الملكي في عام 1543، وتأسست بها أول جامعة في أمريكا اللاتينية ألا وهي جامعة سان ماركوس الوطنية في 1551 وأول مطبعة لها عام 1584، كما أصبحت ليما مركزاً دينياً مهماً حيث تأسست بها أبرشية الروم الكاثوليك في عام 1541، هذه الأخيرة التي تحولت إلى أسقفية (مجموعة من الأبرشيات) بعد خمس سنوات، وزيادة على ذلك فقد أقامت المدينة سنة 1609 احتفالات لتطويب إغناطيوس دي لويولا.
بلغت ليما أوجها خلال القرن السابع عشر كمركز لشبكة تجارية واسعة جمعت النيابة الملكية على بيرو بالأمريكتين وأوروبا والشرق الأقصى، وقام تُجَّارُها بتصدير الفضة البيروفية عبر ميناء كاياو المُجاور وقايضوها بالسلع المُستوردة في المعرض التجاري لبورتوبيلو الواقع في ما يُسمَّى في وقتنا الراهن دولة بنما. صادق القانون على هذه الممارسة، وبموجبه كان ينبغي على جميع المعاملات التجارية الصادرة عن التاج الإسباني المرور بكاياو في طريقها من وإلى الأسواق الخارجية، وقد انعكس هذا الازدهار الاقتصادي الذي عرفته المدينة على نموها السريع مما ترتب عنه ارتفاع عدد السكان من حوالي 25.000 نسمة في عام 1619 إلى ما يُقدَّر بنحو 80.000 نسمة في عام 1687.
وعلى الرغم من ذلك فإن ليما لم تسلم من المخاطر، إذ ضرب زلزالان قويان المدينة في 20 أكتوبر و2 ديسمبر من عام 1687 ودمَّرا معظمها وكذلك المناطق المُحيطة بها، كما تسبَّب تفشي المرض ونقص الغذاء الذي أعقب هذه الكارثة في انخفاض عدد السكان إلى أقل من 40.000 نسمة بحلول عام 1692. تعرضت المدينة لتهديد آخر والذي تمثل في وجود القراصنة والسفن في المحيط الهادئ؛ إذ هاجمت بعثة بحرية هولندية بقيادة جاك ليرميت ميناء كاياو في عام 1624 ولكنها صُدَّت من قبل نائب الملك دييغو فرنانديز دي قرطبة ماركيز غوادالكازار. انتشر القراصنة الإنجليز خلال ثمانينيات القرن السابع عشر في مياه المحيط الهادئ إلى أن هُرِّبوا بواسطة تُجَّار ليما في عام 1690، فبنى نائب الملك ميلكور دي نافارا أسوار ليما بين عامي 1684 و1687 كإجراء احترازي ضد وقوع أية هجمات أخرى.
كان زلزال عام 1687 بمثابة نقطة تحول في تاريخ ليما حيث تزامن ذلك مع ركود في التجارة وانخفاض إنتاج الفضة والمنافسة الاقتصادية من مدن أخرى مثل بوينس آيرس. بالإضافة إلى هذه المشاكل فقد ضرب زلزال قوي آخر المدينة في 28 أكتوبر 1746 أدى إلى تدميرها بشكل كبير ودمَّر كاياو أيضاً، مما أجبر المدينة على القيام بعملية إعادة بناء ضخمة تحت حكم نائب الملك خوسيه أنطونيو مانسو دي فيلاسكو. أدت هذه الكارثة إلى تكريس ديني شديد لصورة من صور المسيح تُدعى «سيد المعجزات»، وغدت هذه الصورة تُعرض في موكب احتفالي تجري فعاليته في شهر أكتوبر من كل سنة منذ عام 1746.
أسهمت أفكار التنوير على مستوى الصحة العامة والرقابة الاجتماعية في تطور ليما وذلك في أواخر الفترة الاستعمارية تحت حكم آل بوربون، وبُنِيت أثناءها مُنشآت جديدة تمثلت في مدرج مصارعة الديوك وحلبة مصارعة الثيران أُطلِق عليها اسم أتشوا فضلاً عن المقبرة العامة. بُنِيت الحلبة والمدرج لتنظيم هذه الأنشطة الشعبية عن طريق تركيزهم في مكان واحد، في حين وضعت المقبرة نهاية لعملية الدفن في الكنائس التي كانت تُعتبر غير صحية حسب السلطات العامة.

## الاستقلال

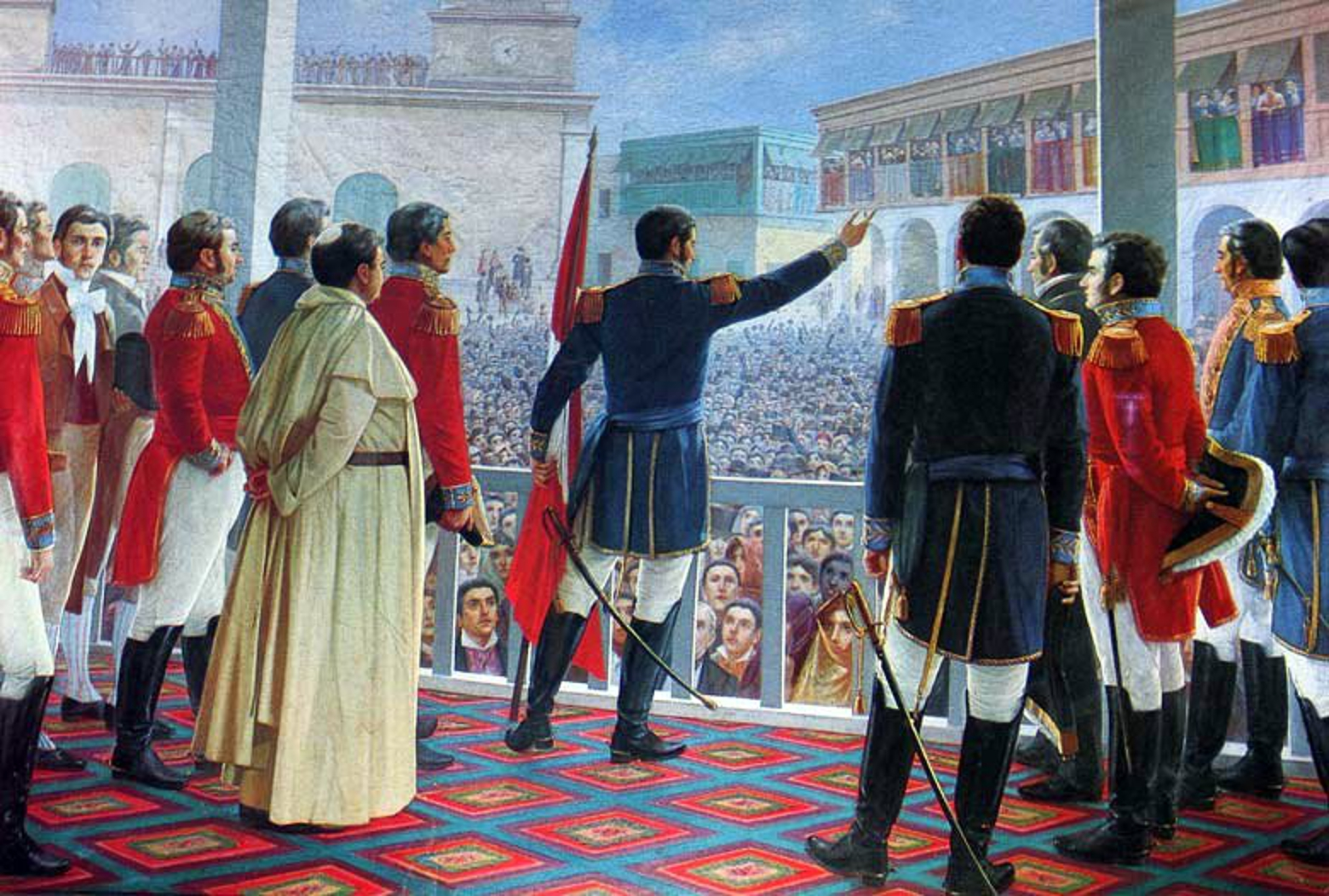
أعلن خوسيه دي سان مارتين الاستقلال في ليما في 28 يوليو 1821. لوحة للرسام خوان ليبياني.

خلال النصف الثاني من القرن الثامن عشر، تأثرت ليما سلباً بإصلاحات البوربون لأنها أفقدتها احتكارها للتجارة الخارجية، كما نُقِلت منطقة التعدين المهمة في بيرو العليا إلى ملكية ريو دي لا بلاتا البديلة. جعل هذا التراجع الاقتصادي نخبة المدينة تعتمد على التوظيف الملكي والكنسي، وهكذا، ترددوا في المطالبة بالاستقلال. أصبحت المدينة خلال العقد الأول من القرن التاسع عشر معقلاً ملكياً خلال حروب أمريكا اللاتينية للاستقلال التي قادها نائب الملك خوسيه فرناردو دي أباسكال ي سوسا.
تمكنت بعثة مشتركة للوطنيين الأرجنتينيين والتشيليين بقيادة الجنرال خوسيه دي سان مارتين من الهبوط جنوب ليما في 7 سبتمبر 1820 لكنها لم تُهاجم المدينة، وقد اضطر نائب الملك خوسيه دي لا سيرنا بسبب الحصار البحري وأعمال العصابات في الأرض إلى إخلاء المدينة في يوليو 1821 لإنقاذ الجيش الملكي. دعا مجلس المدينة سان مارتين إلى دخول ليما والتوقيع على إعلان الاستقلال بناءً على طلبه خوفاً من اندلاع انتفاضة شعبية وأيضاً لافتقارها إلى أي وسيلة لفرض النظام. ولكن الحرب لم تنته على الرغم من ذلك؛ ففي السنتين التاليتين، تغيرت المدينة عدة مرات وتعرضت لتهديدات من كلا الجانبين، وكانت ليما فقيرة إلى حد كبير بحلول الوقت الذي تقررت فيه الحرب في معركة أياكوتشو في 9 ديسمبر 1824.

## فترة الجمهورية

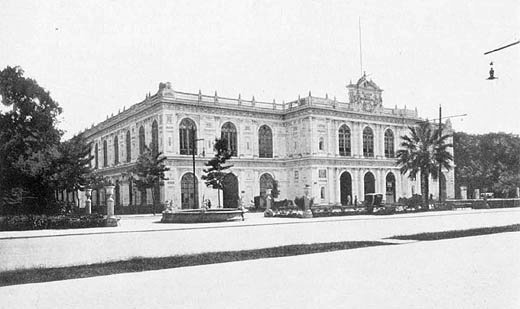
بُنِي قصر المعرض لإقامة معرض دولي في عام 1872.

أصبحت ليما عاصمة جمهورية بيرو بعد حرب الاستقلال، لكن الركود الاقتصادي والاضطرابات السياسية أوقفت نموها الحضري، وقد انتهت هذه الفجوة في خمسينات القرن التاسع عشر عندما أدت زيادة الإيرادات العامة والخاصة من صادرات ذرق الطائر إلى التوسع السريع في المدينة. موَّلت الدولة خلال العقدين التاليين تشييد مبانٍ عامة كبيرة الحجم لتحل محل المُنشآت الاستعمارية؛ وشملت هذه الأخيرة السوق المركزي والمسلخ العام والمصحة العقلية والإصلاحية ومستشفى دوس دي مايو، وشهدت المدينة تحسينات في الاتصالات أيضاً، كما تم الانتهاء من خط سكة حديد يربط بين بين ليما وكاياو في عام 1850، واُفتُتح جسر حديدي عبر نهر ريماك سُمِّي جسر بالتا في عام 1870، وهُدِمت أسوار المدينة في عام 1872 إذ أنه كان من المتوقع أن هذا سيزيد من النمو الحضري، إلا أن هذا التوسع الاقتصادي الذي تقوده الصادرات قد وسع الفجوة بين الأغنياء والفقراء مما أدى إلى اضطرابات اجتماعية.
احتلت قوات تشيلي ليما عقب حرب المحيط الهادئ (1879-1884) بعد انهزام المقاومة البيروفية في معركتي سان خوان وميرافلوريس، وعانت المدينة بعدها من نهب الغزاة الذين نهبوا المتاحف العامة والمكتبات والمؤسسات التعليمية، كما هاجمت الحشود الغاضبة المواطنين الأثرياء والسكان الآسيويين ونهبوا ممتلكاتهم وشركاتهم.

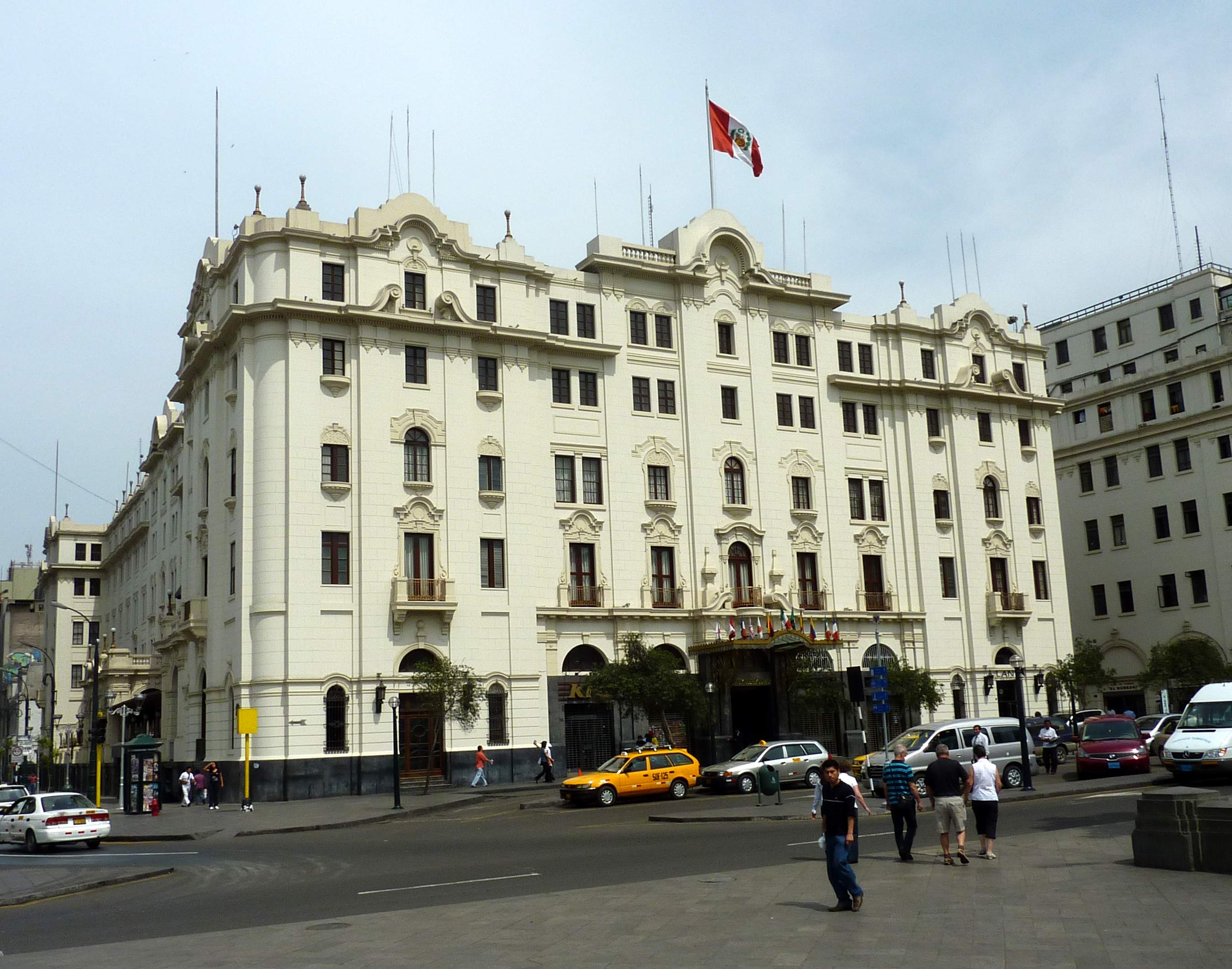
كان فندق بوليفار الكبير جزءًا من عملية تجديد حضري نُفِّذت في أوائل القرن العشرين.

خضعت المدينة بعد الحرب لعملية تجديد وتوسيع حضري من تسعينات القرن التاسع عشر حتى عشرينيات القرن العشرين، وأُنشِئت مقاطعة لا فيكتوريا السكنية في عام 1896 كحي للطبقة العاملة بسبب اكتظاظ وسط المدينة، وعُدِّل خلال هذه الفترة التصميم الحضري للمدينة عن طريق إنشاء طرق كبيرة تتقاطع في المدينة وتربطها بالبلدات المجاورة مثل ميرافلوريس، وقد أُعيد بناء العديد من المباني خلال عشرينيات وثلاثينيات القرن العشرين في المركز التاريخي بما في ذلك القصر الحكومي والقصر البلدي.
تعرضت المدينة التي بُنِيت آنذاك في الغالب من الطوب والكوينشا لزلزال في 24 مايو 1940. بدأت ليما تعرف فترة من النمو السريع حفَّزتها هجرة السكان من مناطق الأنديز في بيرو خلال الأربعينيات من القرن العشرين، مما نتج عنه ارتفاع في عدد السكان المُقدَّر بنحو 0.6 مليون نسمة في عام 1940 إلى 1.9 مليون نسمة بحلول عام 1960 و4.8 مليون نسمة بحلول عام 1980، وكانت المنطقة الحضرية في بداية هذه الفترة محصورة في منطقة مثلثة يحدها المركز التاريخي للمدينة وكاياو وتشوريوس؛ انتشرت المستوطنات في العقود التالية إلى الشمال وراء نهر ريماك وإلى الشرق على طول الطريق السريع المركزي وإلى الجنوب، وقاد هذا التوسع المهاجرون الذين كانوا في البداية مُقيَّدين في المناطق العشوائية في وسط مدينة ليما من خلال اجتياح واسع النطاق للأراضي، مما ترتب عنه انتشار مدن الصفيح المعروفة باسم الضواحي (بالإسبانية: Barriadas)‏، والتي أُعيدت تسميتها باسم قرى شابة (بالإسبانية: pueblos jóvenes)‏ في الثمانينيات وأخيراً سُمِّيت بـ«المستوطنات البشرية» خلال التسعينيات. نُفِّذت الأشغال العامة الرئيسية خلال هذه الفترة بشكل رئيسي تحت حكومتي مانويل أ. أودريا (1948-1956) وخوان فيلاسكو ألفارادو (1968-1975)، كما انتشرت العمارة القاسية في السبعينيات كما هو الحال في المقر الضخم الذي بُنِي لشركة بتروبيرو وهي شركة البترول المملوكة للدولة، ووفقاً لتعداد عام 1993 فقد بلغ عدد سكان المدينة 6.4 مليون نسمة وهو ما يُشكِّل 28.4٪ من مجموع سكان بيرو مُقارنة بـ9.4٪ فقط في عام 1940، وعلاوة على ذلك فإن ليما تُعد جزءًا من منطقة الأنديز وحدود بوليفيا وغيرها الكثير.

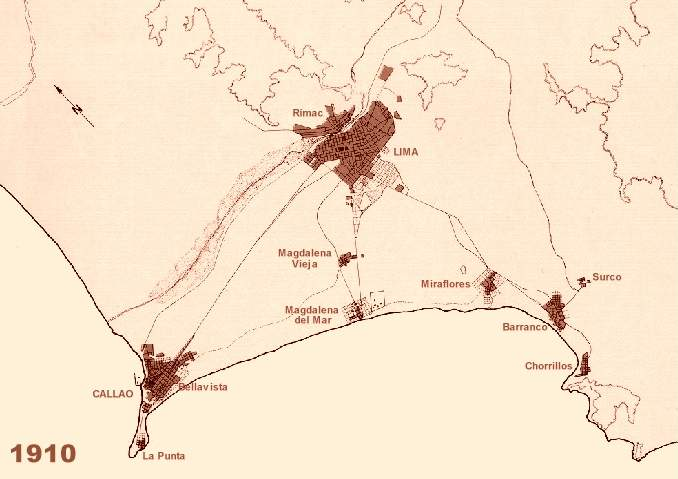
1910
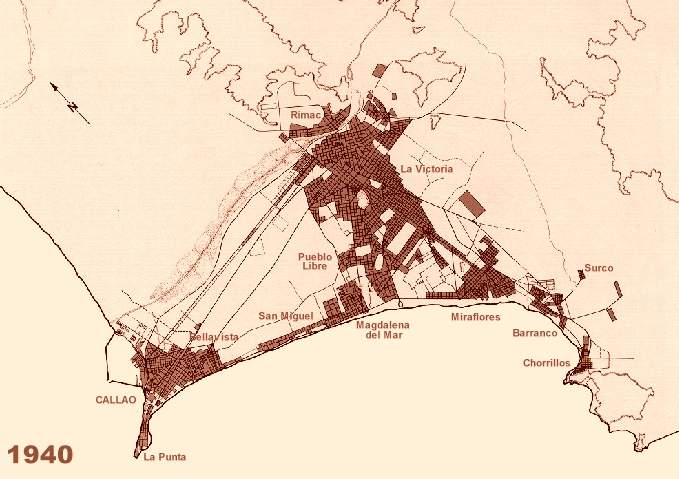
1940
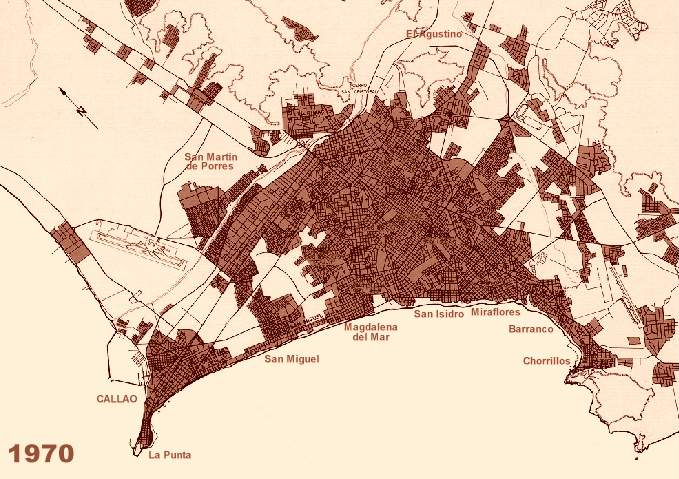
1970

## الملاحظات
1. ↑  "Limaq" (PDF). مؤرشف من الأصل (PDF) في 2018-08-18. اطلع عليه بتاريخ 2009-10-10.
2. ↑  "lima - Origin and meaning of the name lima by Online Etymology Dictionary". www.etymonline.com. مؤرشف من الأصل في 2019-05-01. اطلع عليه بتاريخ 2018-09-07.
3. ↑  Conlee et al, Late Prehispanic sociopolitical complexity, p. 218.
4. ↑  Conlee et al, Late Prehispanic sociopolitical complexity, pp. 220–221.
5. ↑  Hemming, The conquest, pp. 140, 145.
6. ↑  Huerta, p. 37.
7. ↑  Hemming, The conquest, p. 203–206.
8. ↑  Klarén, Peru, p. 87.
9. ↑  Klarén, Peru, p. 56.
10. ↑  Report of the Feasts Held in the City of Lima for the Beatification of the Blessed Father Ignatius of Loyola, Founder of the Society of Jesus. World Digital Library, 1610. نسخة محفوظة 02 أغسطس 2018 على موقع واي باك مشين.
11. ↑  Andrien, Crisis and decline, pp. 11–13.
12. ↑  Andrien, Crisis and decline, p. 16.
13. ↑  Andrien, Crisis and decline, p. 30.
14. ↑  Andrien, Crisis and decline, p. 26.
15. ↑  Andrien, Crisis and decline, p. 27.
16. ↑  Clayton, Local initiative and finance, p. 288–290.
17. ↑  Clayton, Local initiative and finance, p. 294–299.
18. ↑  Higgings, Lima, p. 45.
19. ↑  Andrien, Crisis and decline, p. 28.
20. ↑  Walker, The upper classes, pp. 53–55.
21. ↑  Higgings, Lima, p. 75.
22. 1 2  Ramón, The script, pp. 173–174.
23. ↑  Anna, Fall of the royal government, pp. 4–5.
24. ↑  Anna, Fall of the royal government, pp. 23–24.
25. ↑  Anna, Fall of the royal government, pp. 176–177.
26. ↑  Anna, Fall of the royal government, pp. 178–180.
27. ↑  Klarén, Peru, p. 169.
28. ↑  Ramón, The script, pp. 174–176.
29. ↑  Higgings, Lima, pp. 83, 111.
30. ↑  Ramón, The script, p. 177.
31. ↑  Klarén, Peru, p. 170.
32. ↑  Higgings, Lima, p. 107.
33. ↑  Klarén, Peru, p. 192.
34. 1 2  Ramón, The script, p. 180–182.
35. 1 2  Murillo, Lima Metropolitana perfil socio-demográfico, ch. 1.1.
36. ↑  Dietz, Poverty and problem-solving, p. 35.
37. ↑  Dietz, Poverty and problem-solving, p. 36.
38. ↑  Higgings, Lima, p. 181.

## وصلات خارجية
- تاريخ ليما، دليل السفر العالمي، اُطلع عليه في 7 أكتوبر 2018
- "تاريخ وثقافات ليما". www.limaeasy.com. مؤرشف من الأصل في 2019-05-19. اطلع عليه بتاريخ 2018-10-07.
- "ليما، العاصمة الوطنية، بيرو". الموسوعة البريطانية. مؤرشف من الأصل في 2019-10-25. اطلع عليه بتاريخ 2018-10-07.
- "تاريخ - ليما". www.city-data.com. مؤرشف من الأصل في 2017-06-13. اطلع عليه بتاريخ 2018-10-07.
- "تاريخ ليما - معلومات". www.lonelyplanet.com. مؤرشف من الأصل في 2018-10-07. اطلع عليه بتاريخ 2018-10-07.